# 阿夫托沃站
阿夫托沃站（羅馬化：Avtovo）是聖彼得堡地鐵的一個車站，設計者是Ye.A. Levinson。阿夫托沃站是基洛夫－維堡線的車站，開通於1955年11月15日。和基洛夫－維堡線的其他車站不同，阿夫托沃站是一個較淺的車站。

## 外部連結
- （俄文） Description of the station on Metrowalks.ru （页面存档备份，存于）
- （俄文） Description of the station on Kommet.spb.ru